# Stazione di San Pietro Avellana-Capracotta
Stazione di San Pietro Avellana-Capracotta vasútállomás Olaszországban, Molise régióban, San Pietro Avellana településen.

## Vasútvonalak
Az állomást az alábbi vasútvonalak érintik:
- Sulmona–Carpinone-vasútvonal

## Kapcsolódó állomások
A vasútállomáshoz az alábbi állomások vannak a legközelebb: 
- Stazione di Villa San Michele
- Stazione di Montalto di Rionero Sannitico
- Stazione di Castel di Sangro